# Nikola Stevanovic (Handballspieler)
Nikola Stevanovic (* 17. April 1998 in Wien) ist ein österreichischer Handballspieler.

## Karriere
Stevanovic begann in seiner Jugend beim Handballclub Fivers Margareten Handball zu spielen. Später lief der Linkshänder für die erste Mannschaft der Margeretner auf und konnte 2017/18 den Meistertitel mit dem Team feiern. In der Saison 2020/21 lief der Rückraumspieler für die Wiener in der EHF European League auf.
Im März 2021 unterschrieb Stevanovic einen, ab der Saison 2021/22 gültigen Vertrag beim deutschen Bundesligisten HBW Balingen-Weilstetten. Im Jänner 2022 wurde der Vertrag einvernehmlich aufgelöst, Stevanovic wechselte daraufhin zum griechischen Verein AEK Athen.
Zwischen 2022 und 2024 stand Stevanovic beim österreichischen Erstligisten Alpla HC Hard unter Vertrag. 2022/23 sicherte er sich mit den Hardern den ÖHB-Cup und feierte den Titel damit das zweite Mal in seiner Karriere.
2024 wurde der Linkshänder von RK Borac Banja Luka verpflichtet. Im November 2024 beendete Stevanovic sein Engagement bei RK Borac Banja Luka.
Für die Saison 2025/26 wurde Stevanovic vom UHC Eggenburg unter Vertrag genommen.

## Erfolge
- 1× Österreichischer Meister 2017/18
- 2× Österreichischer Pokalsieger 2020/21, 2022/23

## Saisonbilanzen

### HLA Meisterliga
| 2016/17   | Handballclub Fivers Margareten                                  | HLA Meisterliga                                                 | 04                                                              | 0                                                               | 0/0                                                             | 0                                                               |                                                                 |                                                                 |                                                                 |                                                                 |
| 2017/18   | Handballclub Fivers Margareten                                  | HLA Meisterliga                                                 | 024                                                             | 016                                                             | 0/0                                                             | 016                                                             |                                                                 |                                                                 |                                                                 |                                                                 |
| 2018/19   | Handballclub Fivers Margareten                                  | HLA Meisterliga                                                 | 030                                                             | 031                                                             | 0/0                                                             | 031                                                             |                                                                 |                                                                 |                                                                 |                                                                 |
| 2019/20   | Saison aufgrund der COVID-19-Pandemie in Österreich abgebrochen | Saison aufgrund der COVID-19-Pandemie in Österreich abgebrochen | Saison aufgrund der COVID-19-Pandemie in Österreich abgebrochen | Saison aufgrund der COVID-19-Pandemie in Österreich abgebrochen | Saison aufgrund der COVID-19-Pandemie in Österreich abgebrochen | Saison aufgrund der COVID-19-Pandemie in Österreich abgebrochen | Saison aufgrund der COVID-19-Pandemie in Österreich abgebrochen | Saison aufgrund der COVID-19-Pandemie in Österreich abgebrochen | Saison aufgrund der COVID-19-Pandemie in Österreich abgebrochen | Saison aufgrund der COVID-19-Pandemie in Österreich abgebrochen |
| 2020/21   | Handballclub Fivers Margareten                                  | HLA Meisterliga                                                 | 027                                                             | 077                                                             | 0/0                                                             | 077                                                             |                                                                 |                                                                 |                                                                 |                                                                 |
| 2022/23   | Alpla HC Hard                                                   | HLA Meisterliga                                                 | 024                                                             | 072                                                             | 0/0                                                             | 072                                                             |                                                                 |                                                                 |                                                                 |                                                                 |
| 2023/24   | Alpla HC Hard                                                   | HLA Meisterliga                                                 | 029                                                             | 045                                                             | 0/0                                                             | 045                                                             |                                                                 |                                                                 |                                                                 |                                                                 |
| 2016–2024 | gesamt                                                          | HLA Meisterliga                                                 | 138                                                             | 241                                                             | 0/0                                                             | 241                                                             |                                                                 |                                                                 |                                                                 |                                                                 |

### HLA Challenge
| 2016/17   | Handballclub Fivers Margareten                                  | HLA Challenge                                                   | 028                                                             | 071                                                             | 0/0                                                             | 071                                                             |                                                                 |                                                                 |                                                                 |                                                                 |
| 2017/18   | Handballclub Fivers Margareten                                  | HLA Challenge                                                   | 015                                                             | 039                                                             | 1/3                                                             | 038                                                             |                                                                 |                                                                 |                                                                 |                                                                 |
| 2018/19   | Handballclub Fivers Margareten                                  | HLA Challenge                                                   | 04                                                              | 011                                                             | 1/1                                                             | 010                                                             |                                                                 |                                                                 |                                                                 |                                                                 |
| 2019/20   | Saison aufgrund der COVID-19-Pandemie in Österreich abgebrochen | Saison aufgrund der COVID-19-Pandemie in Österreich abgebrochen | Saison aufgrund der COVID-19-Pandemie in Österreich abgebrochen | Saison aufgrund der COVID-19-Pandemie in Österreich abgebrochen | Saison aufgrund der COVID-19-Pandemie in Österreich abgebrochen | Saison aufgrund der COVID-19-Pandemie in Österreich abgebrochen | Saison aufgrund der COVID-19-Pandemie in Österreich abgebrochen | Saison aufgrund der COVID-19-Pandemie in Österreich abgebrochen | Saison aufgrund der COVID-19-Pandemie in Österreich abgebrochen | Saison aufgrund der COVID-19-Pandemie in Österreich abgebrochen |
| 2016–2020 | gesamt                                                          | HLA Challenge                                                   | 047                                                             | 121                                                             | 2/4 (50 %)                                                      | 119                                                             |                                                                 |                                                                 |                                                                 |                                                                 |